# Aarup község
Aarup község (dánul: Aarup Kommune) egy megszűnt község (kommune, helyi önkormányzattal rendelkező közigazgatási egység) Dániában, Fyn megyében.
A 2007. január 1-jén életbe lépő közigazgatási reform során Glamsbjerg, Haarby, Tommerup és Vissenbjerg községekkel együtt Assens községhez csatolták.